# Етлізааур
64°06′54″ пн. ш. 21°48′39″ зх. д. / 64.115013888889° пн. ш. 21.810744444444° зх. д.
Річки Етлізааур (ісландська вимова: [ˈɛtlɪːðaˌauːr̥], «річки Elliði») розташовані в районі Рейк'явіка на південному заході Ісландії. Дві невеликі річки беруть свій початок у вулканічному гірському хребті Блафйолль і течуть до озера Еллідаватн на східній околиці міста, його вихід утворює річку. На своєму шляху вони проходять через природний заповідник Heiðmörk.
На шляху до моря, яке досягається в затоці Еллідавогур у Рейк'явіку, неподалік від фольклорного музею під відкритим небом Árbæjarsafn в Árbær, річка каскадом спадає через кілька невеликих водоспадів у межах міста.
Річка є чудовим місцем для лову лосося.